# Mabrya coccinea
Mabrya coccinea là một loài thực vật có hoa trong họ Mã đề. Loài này được (I.M. Johnst.) Elisens mô tả khoa học đầu tiên năm 1985.